# Kiko Pomares
Francisco Pomares Ortega (sinh ngày 21 tháng 9 năm 1998), hay còn được biết đến với cái tên Kiko, là một cầu thủ bóng đá Andorra hiện đang thi đấu cho câu lạc bộ FC Jove Español San Vicente và Đội tuyển bóng đá quốc gia Andorra ở vị trí hậu vệ cánh trái.
Sinh ra tại Tây Ban Nha, anh được phép đại diện cho Andorra trên đấu trường quốc tế thông qua mẹ của anh ấy. Người cha của anh đến từ Elche.

## Sự nghiệp thi đấu quốc tế
Kiko Pomares ra mắt quốc tế cho Andorra vào ngày 21 tháng 3 năm 2018, trong 1 trận đấu giao hữu gặp Liechtenstein.